# 海賊版
海賊版（かいぞくばん、英語: pirated edition, pirated version）とは、法律上の知的財産権を侵害し権利者に無断で、権利を有しない者により販売、配信されるコンテンツ（知的財産侵害品）のこと。由来は、著作権を侵し複製・販売する行為を非合法な手段で略奪する海賊になぞらえたことによる。
物品の移動を伴わず、映画や漫画などの内容をインターネットを通じて流す場合は「海賊版サイト」と呼ばれる。
なお、文化庁ではインターネット上の海賊版による著作権侵害対策情報ポータルサイト内に相談窓口を開設し、主にインターネット上の海賊版による著作権侵害に関する相談を受け付けている。

## 概説
海賊版とは、著作権（一般には複製権）などの権利を無視して製造・流通される違法、非合法な製品やコンテンツ。すなわち、著作権者の許諾を得ずに無断で制作・製造され不当に販売されることから、海賊版の製作（個人・法人・組織・集団などの形態は問わない）や販売者（一般的には「販売店」や「取扱店」など）に全利益が分配されてしまう。
その結果、著作権使用料が著作権者に支払われず、アーティストの印税もそれを受け取るべき演奏者や歌手に支払われることがない。また、CDやレコードなどの製品化（商品化）する権利を有するレーベル会社などの利益も直接、間接的に損なう結果となる。また、マイクロソフト製品など、社会インフラの運用に広く使われているコンピューターソフトウェアの違法コピーが横行すると、著作権者に不利益を与えるだけでなく、更新プログラムの提供や運用技術者の育成が困難になることで、インフラを維持できなくなり、市民生活に多大な不利益をもたらすことにもつながる。
広告収入目当てや愉快犯による海賊版コンテンツの無料配信も、著作権者などは本来売られる利益を失う（逸失利益）。
こうした被害を防ぐ目的で、ライセンス認証などの違法コピー防止技術が開発されているほか刑事告発や民事訴訟による損害賠償請求が行なわれている。
こうした非合法商品が発売される背景として単に非合法製作者の営利目的の他、当該地域において合法的にコンテンツが販売されていないことや合法コンテンツが粗雑な内容であるなど合法ビジネス上の失敗もある。
日本の出版社などが海賊版対策として設立した一般社団法人ABJが把握している海賊版サイトは、24年1月時点で1176か所確認されており、日本人向けより英語や中国語など各国語に翻訳されたサイトが多いことが確認されている。

### レコード・CD
レコードやCDの海賊版はその性質から分類すると、いわゆる「ブートレグ」と「パイレート盤」「カウンターフィット盤」の3種類に分けることができる。
1. 「ブートレグ」とはアーティストの未発表音源やライブ音源（「個人の内密な録音」か「権利者側の正式録音物の無断流用」かは問わない）などを権利者側の未承諾のまま違法にプレス（製作）した物。古い放送用音源や、日本では放送されなかった海外でのテレビ番組やラジオ音源の無断製品化も含む。
2. 「パイレート盤」とは、正規に発表されたアルバムの内容をそのまま、あるいは主に曲単位で独自に編集するなどの形で、コピー（製作）した物。ベストアルバムのような形で、台湾などで単曲全集という名称で作られている（単曲全集の存在が確認されているアーティストとしてはYMO、ピチカートファイブ、aiko、丹下桜など）。ジャケット写真はほとんどの単曲全集において単にシングルジャケットを並べてあるだけというのが特徴である。
3. 「カウンターフィット盤」とは、正規盤の内容、装丁をそのままコピーして正規盤に似せて製造した複製品。廃盤で正規盤が入手困難になったものの複製品などがある（日本では、レコード、CDの他、正式発売されたビデオテープや写真集に対する海賊版などは、この範疇がほとんど）。

この分類は主に音楽にされるが、ビデオやコンピューターソフトなど音楽でなくても分類できる。
またレコード主流の時代における「プライヴェート盤」の多く（注：元来は「海賊盤」の意味は無く、他者の権利下の音源を不当利益取得目的で製品化する場合にあてはまる）や、CD化してからの「コレクターズCD」（注：限定盤のような収集目的が前提で製作された正式盤などにも広い意味ではこれに該当するものがある、とする見解もある）と呼ばれるもののほとんど大部分は「海賊盤」だが、それ以外も含めこれら3種類の「海賊盤」のいずれかに属することが多い。
かつて、イタリアなどのヨーロッパの数か国では「ハーフオフィシャル」という形態の作品も多数製作され、本来は海賊版と同等とも言うべきライヴ音源やスタジオ未発表音源などが日本の一部CD、レコード販売店でも通常の輸入盤の販売価格に近い金額で売られていた。現在は「ハーフオフィシャル」はほとんど存在しない。
かつて日本では著作隣接権の保護期間が20年だったため、CDが普及した1980年代半ばから1990年前半にかけて、海外ミュージシャンの日本独自の編集盤CDが直接ミュージシャン側と契約締結をしない複数のレコード会社から合法的に多量に出回った。中には正式CDがリリースされていたにもかかわらず、「別ミックス盤」などと銘打って既発売の正式レコード盤からCD化されたものもあった。ポール・マッカートニーは、表向きは音質などに対する批判であったが、海賊盤である「カウンターフィット盤」の取り締まりはもちろん、合法的な独自編集盤にさえも言及したと思われる正式コメントを1987年に出し、日本政府に要請した。当時から、レンタル用のレコード、CD、ビデオについての論議があったが、そういったことも含めて、現在は著作権も世界並みの基準に変えられてきている。
日本のアーティストに関しては、東南アジアなどで製造された海賊盤が発行され続けてきている。
人気の出たものについては、さらにその海賊盤を基にした海賊盤が作られることがある。当然ながら海賊盤に携わる各段階での著作権の主張は不可能である。
コンピュータが普及してからはCD-Rとしての製作やジャケットのカラーコピーが簡単になった。レコードやオーディオテープやビデオテープの通常のダビングはノイズも増加するが、特にCDなどのデジタル製品のダビングの場合は、デジタルコピーでなくとも比較的音質の劣化が少ない。よって、2000年代半ばには既発売の正式盤の不当コピー対策としてコピーコントロールCD（CCCD）が推進された経緯がある。

### 映画・ビデオ・書籍
江戸時代においては、偽板として取り締まりが行われていた。享保の御触書にて、版元などを書物の後ろに記載することが定められ、享保7年以降には奉行所公認の同業者組合として本屋仲間（書物仲間）が設立され、出版者の権利保護がなされるようになった。
音楽に関してはビデオやDVDでのライヴ演奏やスタジオ録音風景などの海賊版（DVDに関しては「海賊盤」も使う）も出回っている。その品質は全般的に正規品より劣る例が多く、テレビ番組のビデオソフト類に関しては放送を録画したのをそのままマスターに流用しただけという例も珍しくなく、中には正規版が発売される前に映画館で隠し撮りしたとされる映画版ソフト類まで存在するほどである。また、編集技術も粗雑な出来なものも多いので、消費者にとっても値段につられてこのような粗悪品を掴まされるリスクも大きく、ネットオークションでも海賊盤の疑いが強い出品物が多く確認される。
ウルトラセブンのオリジナルが数回目の再放送をした時点（1970年代初頭）で、その第12話が被爆者側からと言われる抗議により欠番となり、裏でテレシネされたものが徐々に出回っていった。当時は家庭用ビデオが出始めた時代であったため、画像や音質の悪いコピーが何度も繰り返された「海賊版ビデオ」がその後もファンやマニアの中で出回っていた。しかし、この英語バージョンが1990年代半ばから後半にかけて何度かアメリカ合衆国で放送され、そのコピーが日本へ逆輸入され現在も「海賊版」として出回っている（詳細は、「スペル星人」の項を参照。）。
北米市場などでは、日本のアニメコンテンツなどの海賊行為を繰り返す人々には、金銭目的ではない別の理由があるという。コンテンツ内容の提供のされ方などがその理由に挙げられており、ファンサブに劣る翻訳の質の悪さであったり、コンテンツが数か月もの間遅れて提供されることなど、それらを不満に感じるユーザー間で多くの海賊行為が行われている。また、コピーガードなどによりモバイル機器で持ち歩けない利便性の悪さなども理由の一つとされている。
コンテンツ自体がほとんど提供されていない国などもあり、そのような国ではファイル共有サイトを介してコンテンツの海賊行為が行われており、ビジネス上の失敗の裏返しである場合もある。
中国などでは日本の漫画をスキャンして無断で翻訳し販売する海賊版が横行していたが、近年では当局の取り締まりが厳しくなったことで店舗での販売は出来なくなり、ネットでの無断配信に移行した。国内では2022年11月、人気漫画「ドラゴンボール」の連載1話目が掲載された、少年ジャンプの1984年51号の海賊版を、著作権者の承諾を受けずに複製されたものと知りながら、インターネットオークションに1冊出品し、販売した東京都の男性が著作権法違反で逮捕された事例があった。
音楽アーティストの関連作品としては、ビートルズの全映画作品中唯一正式発売されていない『レット・イット・ビー』が海賊版業者のターゲットとされていたが、これも2003年の時点で正式リリースが決定した。その他、劇場用映画作品以外におけるビートルズが出演した音楽番組等の映像作品に関しても、知的財産権を保有するアップル・コアの意向により、海賊版対策も含め、映像用フイルム・2インチVTR共々現存する映像作品は一つ残らず正規のビデオグラム化がなされ、『日本公演』・『マジカル・ミステリー・ツアー』・『エド・サリヴァン・ショー』に出演した時の放送回などが次々とDVD化されている。
映画やライヴ映像のビデオなどでもコピーガード付の製品が普及した。DVDは通常の専用機材では基本的にコピー不可能。
海賊版のビデオ作品にもコピーガードをつけたり、コピーガードごとコピーしたりした製品が出回った例もあった。
日本国内取締り例としては、2005年初頭、各種映画を個人的に無断コピーしたDVDを安価販売していた露店商が逮捕された。その後も逮捕された例は後を絶たない。
当然ながら写真集を含む書籍などにも「海賊版」は存在しうる。例として宮沢りえの1991年の写真集『Santa Fe』の海賊版が、当初、東南アジア一帯で出回ったことがあった。
海賊版ビデオソフトをレンタルビデオ店に売り歩く業者はカバン屋と呼ばれる。
なお、インターネットの普及に伴い、テレビの放送番組を録画したものを放送局、制作プロダクションなどの著作権者に無断でYouTubeなどの動画共有サイトに投稿する視聴者（ネット海賊版）も多くおり、一部の深夜アニメでは作品に無断アップロードをしないように呼びかける啓発字幕を出している他、日本民間放送連盟加盟局でも2015年2月23日から同年3月1日まで19時から26時までに放送される番組（15分以下の番組・生放送を除く）を対象に「番組をインターネットに許諾なく公開することは違法です。」とした啓発字幕を5秒送出していた。

#### リーチサイト
さらに、インターネットの普及により著作権者に無断で海賊版へ誘導させる「リーチ・サイト」と呼ばれる一連のリンク情報サイトが存在し、それを運営する会社は広告収入を得ることができるようになっているが、2020年10月の著作権法の一部改正により、この「リーチ・サイト」については懲役5年以下などの罰則が設けられた。ただ、この「リーチ・サイト」行為は解消されてはおらず、2022年1月には大阪府在住の男の容疑者が「無料映画クラブ」なる海賊版への誘導を目的として掲載した「リーチ・サイト」へ誘導し、興行会社の東映・東宝などの著作権侵害をしようとしたとして逮捕された例がある。リーチ（leech）とは、「吸血鬼、他人の金を搾り取る人」といった意味がある。

### コンピュータソフトウェア
コンピュータソフトウェアに関しては、近年はブロードバンドの普及により、WinMXやWinnyなどを用いた、不正コピーソフトウェアの交換等が往々にして行われている。
2011年、IDCによる世界116か国を対象に実施した「第9回BSA世界ソフトウェア違法コピー調査」で日本が違法コピー率は前年比1ポイント増の21％となりPCソフト違法コピー率ランキングにおいて、アメリカ、ルクセンブルクについで3位となった。前年の同率1位から下降した。日本の損害額は18.75億USドル（約1,500億円）に上り、前年と同じくワースト10位になった。
ワーストランキングでは上からジンバブエ、ジョージア（グルジア）、リビア、バングラデシュ、モルドバでありこの5か国の違法コピー率は90%以上である。違法コピー率の世界平均は42%だが、調査対象国の半数で62%以上を示しているという。損害額の合計は約634億ドル（約5兆745億円）で、調査開始時の2倍以上に増加している。 
なかでも、秋葉原や新宿などの東京都区部の繁華街では最新ソフトと称し、パソコンソフトやゲームソフトの不正コピー商品を外国人が路上販売している。大阪日本橋でも露天販売している所が存在し、暴力団の資金源の一部になっている。販売されているソフトは大抵、名作が多い。1980年代には、パソコン用ソフトウェアのレンタル店も存在していた。
Yahoo! オークションを初めとするインターネットオークションサイトにて不正コピー商品を販売する業者も多く、中には出品ページにて正規品かの様に偽って販売する業者や不正コピー品を販売する業者も数多く存在する。
その一方でカジュアルコピーや組織内不正コピーと呼ばれる友達同士や、会社や学校の中などで違法行為であるとは知らず、あるいは非商用だからいいと著作権法を曲解してコピー行為をしている事例は昔から多く、大きな問題とされている。
家庭用ゲーム機ではROMにバイパス（通常はいわゆるMODチップと呼ばれる、PICマイコンにクラック用のプログラムを書き込んだものを使用したり、ゲーム機にパラレルバス端子がついている物は、そこからクラック用のプログラムを流し込んだりする手法が取られる）などを取り付けて、不正コピーを検査するシステムをスキップさせたり、コピーソフトを読み込ませる前に、特殊なソフトウェアを読み込ませて、コピーチェックを迂回したりする行為も見受けられ、1999年（平成11年）10月1日から日本ではこの手の商品の販売は不正競争防止法・著作権法などで禁止されている。
コンピューターソフトウェアの場合、不正コピー品の正式な用語としてはパイレーツ版であるが、オリジナルの単純な模倣品・複製品はデッドコピーと呼ばれ、オリジナルを土台に異なるブランドに改変したものをパイレーツ版として区別する場合が多い。
また海賊版は、パイレーツ版やデッドコピー版の中でもコピープロテクションをクラックした版を特に指す場合に使われる事が多い。前述の音楽の領域での基準で言えば、ゲームソフトウェアのデータ（大抵はプログラム以外）を独自に改変した、いわゆるMOD版やハック版も海賊版に該当するはずだが、これらは通常は海賊版とは別ものとして扱われることが多い。
中国では、Windows 7をはじめとするOSや各種ソフトウェアの海賊版が氾濫し、そのプリインストール機も数多く流通しているなど、正規品の販売に多大な影響（損害）を与えている。

### その他
主に中国製が中心で、大手家電メーカーなどが製造したmp3デジタルオーディオプレイヤーやスマートフォン（特にアップルコンピュータ製のもの=iPod類やiPhone類）、AirPodsや、テレビゲーム機など、世界的な著名メーカーのブランドやデザインを模した無断複製品が多く発売され、摘発された事例も多数ある。
また、特に中国製のタブレットやスマートフォンのバッテリーの膨張などが原因とする火災・故障被害もあり、徳島県では2020年度から29の県立高等学校の約16500人の生徒に対してタブレットを1人1台貸与しているが、そのうちの2割に当たる3500台（人）分が、上記の故障で使用できない事例があった。中には素材が簡素すぎて、バッテリーを両面テープで固定し半田付けしただけというのがあり、わずか数日で変形する粗悪品があった。

## 海賊版が正規品に与える影響について
2015年に欧州連合（EU）が行った調査では、オンライン海賊版が正規品に与える影響は映画を除いてほとんどなかった、これは統計学的に意味があると言える根拠が見いだせなかった事を意味する。映画では新作人気作品で顕著な影響があり10作品の内4作品が海賊版で、旧作品は10作品の内2作品が海賊版で見られていると記された。売上では5%の影響が見られる。
この調査は36万ユーロが使用されたが2年もの間発表されず、ドイツ海賊党所属欧州議会議員のジュリア・レダの開示により明らかになった。
元になった調査にはゲームにおいては良い影響があると記されたが、EUの発表には含まれなかった。